# کاکایی صورتی

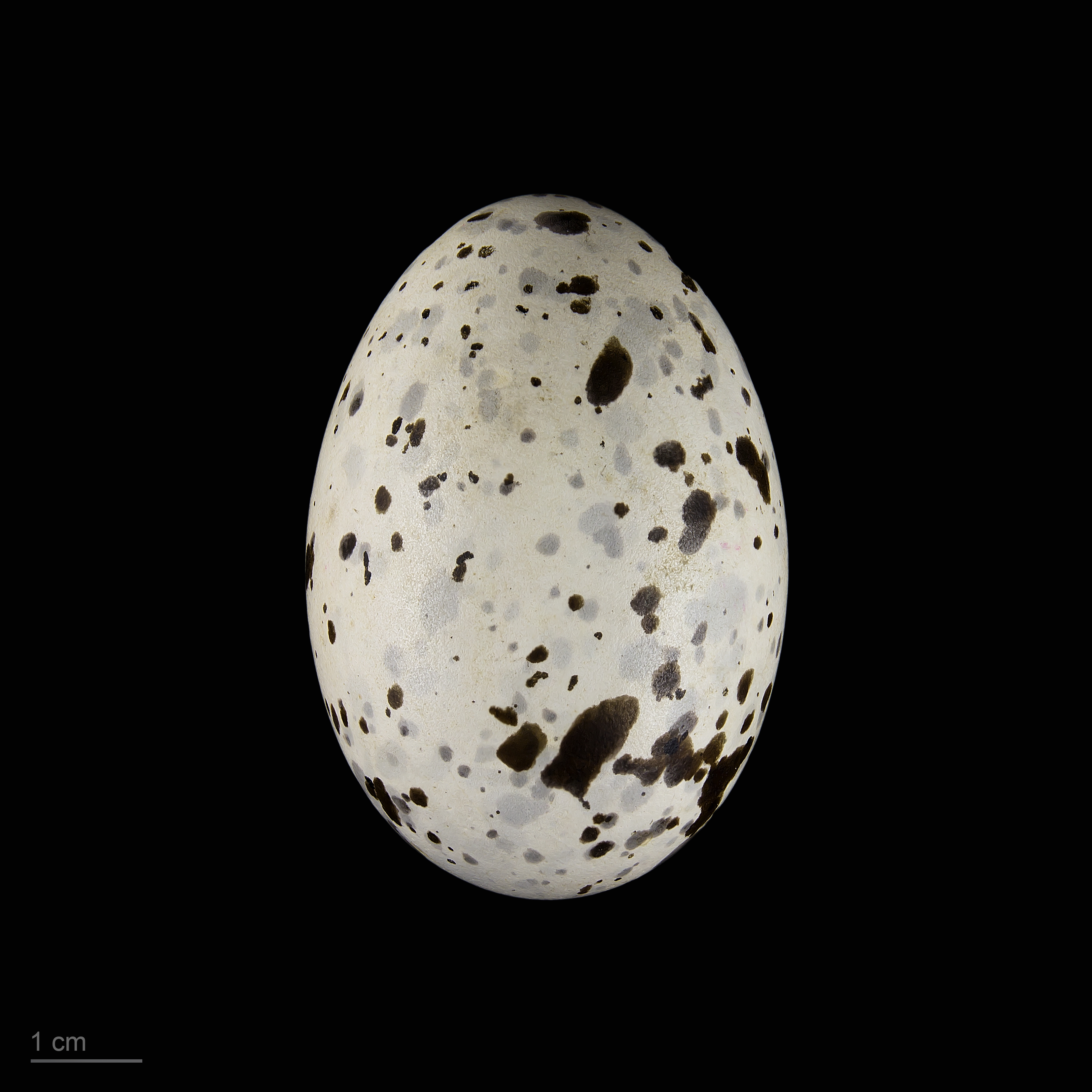
Chroicocephalus genei

کاکایی صورتی یا کاکایی نوک‌باریک (نام علمی: Chroicocephalus genei) نام یک گونه از سرده مرغ‌های نوروزی رنگین‌سر است.

## توصیف ظاهری
طول متوسط این پرنده ۴۲ سانتی‌متر است. آن را به دلیل شباهت طرح بال می‌توان با کاکایی سرسیاه اشتباه گرفت، اما کاکایی صورتی گردن درازتر و دم بلندتر با انتهای سه‌گوش دارد و معمولاً سر و منقار خود را به روش خاصی رو به پایین می‌گیرد. منقار آن نیز از کاکایی سرسیاه بلندتر، نوک‌تیزتر، و کلفت‌تر است و به رنگ سیاه به نظر می‌رسد؛ اگرچه قرمز پررنگ است. پاهای کاکایی نوک‌باریک نیز قرمز پررنگ هستند و پر و بال سر و گردنش سفید خالص، و سطح شکمش سفید مایل به صورتی است.

## زیستگاه
کاکایی صورتی در مناطق ساحلی، آب‌های داخلی، خورها و مصب‌ها به صورت گروه‌های کوچک و بزرگ زندگی می‌کند و همراه با پرستوهای دریایی در سواحل گلی دیده می‌شود. این پرنده آشیانه خود را در کنار رودخانه‌ها و حاشیهٔ تالاب‌ها ساخته و زادآوری می‌کند. در ایران، زمستان‌ها به تعداد نسبتاً فراوان دیده می‌شود.